# Gerald Fit Mason
Gerald Fit Mason (* 26. Januar 1934 in Columbia, South Carolina; † 22. Januar 2017, Los Angeles) war ein US-amerikanischer Straftäter, der 1957 eine Reihe schwerer Straftaten, darunter den Mord an zwei Polizisten, beging und erst nach fast 46 Jahren verhaftet werden konnte.

## Mordnacht
Am Abend des 21. Juli 1957 befanden sich zwei junge Liebespaare im Alter von 15 bis 17 Jahren in einem 1949er Ford Sedan an der „Lover’s Lane“ in Hawthorne, einem Vorort von El Segundo, Kalifornien. Die als Lover’s Lane bekannte Stelle wurde öfters von verliebten Pärchen besucht, um dort ein paar ungestörte, romantische Stunden zu verbringen. Als sich die Jugendlichen unterhielten, erschien plötzlich ein junger Mann an die Fahrerseite des Wagens von Robert Dewar, dem älteren der beiden männlichen Jugendlichen, und bedrohte sie mit einem Revolver durch das geöffnete Fenster. Nachdem er sie ausgeraubt hatte, zwang er sie alle, sich zu entkleiden, fesselte sie und vergewaltigte das 15-jährige Mädchen. Anschließend stieg er in ihr Fahrzeug und fuhr davon. In den frühen Morgenstunden des 22. Juli überfuhr er rund 8,8 km vom Tatort entfernt eine rote Ampel und wurde dafür von den beiden Polizeibeamten Richard Phillips (28) und Milton Curtis (25) angehalten, die dort ihren Streifendienst versahen. Da der Wagen noch nicht als gestohlen gemeldet und die vorherigen Verbrechen noch nicht zur Anzeige gebracht worden waren, verzichteten die beiden Beamten auf Hilfe der zwei Kollegen James Gilbert und Charlie Porter in einem zweiten Streifenwagen, der aus entgegengesetzter Richtung kam, kurz hielt und dann weiterfuhr, da sie von einem Routineeinsatz ausgingen. Als sich Phillips umdrehte, um kurz zum Streifenwagen zurückzukehren, zog der Täter seinen Revolver und schoss ihm dreimal in den Rücken. Sofort darauf schoss er auch auf den im Streifenwagen befindlichen Curtis, der ebenfalls von drei Schüssen getroffen wurde, aber noch die Einsatzzentrale verständigen konnte. Anschließend sprang der Täter zurück in sein gestohlenes Fahrzeug und flüchtete, wobei es Phillips gelang, noch seine Dienstwaffe zu ziehen und sechsmal zurückzuschießen, wovon drei Schüsse trafen. Als nach rund 15 Minuten die Verstärkung, darunter der andere Streifenwagen, und der Rettungsdienst am Tatort eintrafen, waren die beiden Beamten bereits verstorben.
Der Flüchtige wurde nun per Großaufgebot wegen schweren Raubes, Freiheitsberaubung, Vergewaltigung, Autodiebstahl und zweifachem Polizistenmord gesucht.

## Erste Ermittlungen
Der Fluchtwagen des Täters wurde vier Blocks weiter in einer Garage aufgefunden. Darin konnten zwei Projektile aus der Waffe von Phillips sowie zwei linke Daumenteilabdrücke des Täters am Lenkrad sichergestellt werden. Da zu dieser Zeit noch keine Computer vorhanden waren, mussten die Daumenabdrücke in wochenlanger Handarbeit mit tausenden Abdrücken von vorgemerkten Kriminellen verglichen werden, was jedoch zu keinem Ergebnis führte. Da eines der jugendlichen Opfer aussagte, der Täter habe einen anderen Akzent gesprochen, wurden auch Fingerabdrücke sämtlicher Soldaten nahegelegener Militärstützpunkte genommen und überprüft, jedoch ebenfalls ohne Ergebnis.
Erst im März 1960 ergab sich die erste heiße Spur. Ein Bewohner aus der Nähe von Manhattan Beach benachrichtigte das El Segundo Police Department und sagte aus, in seinem Garten eine Revolvertrommel gefunden zu haben. Zudem passe diese genau in den Revolverrahmen, den er bereits im April 1959 ebenfalls auf seinem Grundstück gefunden hatte. Dieser Revolver wurde als die Tatwaffe identifiziert. In der Trommel befanden sich zudem noch die sechs Patronenhülsen der sechs Schüsse, die der Täter auf die Beamten abgegeben hatte. Anhand der Seriennummer wurde die Waffe zu einem Waffengeschäft in Shreveport, Louisiana, zurückverfolgt, die dort vier Tage vor den Verbrechen von einem jungen Mann, der nicht aus der Gegend stammte, gekauft wurde. Da dieser Mann mit George D. Wilson unterschrieben hatte, so auch in der gegenüberliegenden Jugendherberge, wurden innerhalb der nächsten zwei Jahre nahezu 1.000 Personen mit diesem Namen erfolglos überprüft.

## Überführung und Festnahme
Die Wende in dem Fall kam im September 2002, als eine Frau bei der Polizei anrief und aussagte, ihr Onkel Gerald Fit Mason habe damit geprahlt, in den 50er Jahren zwei Polizisten umgebracht zu haben. Die Behörden wurden dadurch wieder auf den Fall aufmerksam und Ermittler besuchten ihn, um ihn zu vernehmen, doch er leugnete die Taten vehement. Den Beamten gelang es jedoch, an eine Schriftprobe von Mason aus dem Jahr 1999 zu gelangen, die mit der Unterschrift aus dem Waffenkauf von 1957 verglichen wurde. Experten stellten fest, dass die Buchstaben sich exakt glichen, vor allem das „G“ und das endständige „n“ mit langem Aufstrich. Da dies alleine jedoch nicht für eine Anklage, geschweige denn eine Verurteilung gereicht hätte, wurden erneut die Daumenabdrücke von 1957 herangezogen und in das  Computerprogramm AFIS (Automated Fingerprint Identification System) eingegeben. Virginia hatte wenige Monate zuvor seine Fingerabdruckdaten ins AFIS eingegeben. Dieses verglich den Abdruck in kürzester Zeit mit mehr als 44 Millionen Abdrücken von bereits bekannten Straftätern. Zunächst gab es keinen Treffer, der alte Abdruck musste erst fachgerecht überarbeitet werden. Das System landete nun einen Treffer namens Gerald Fit Mason. Dieser war bereits vor dem Doppelmord wegen Diebstahls erkennungsdienstlich erfasst worden.
Die Beamten suchten Mason daraufhin am 23. Januar 2003 erneut auf und nahmen ihn mit zum Verhör. Da damals das dritte Projektil aus der Waffe von Officer Phillips nicht gefunden werden konnte, bat man Mason, den Oberkörper freizumachen. Auf seinem Rücken konnte tatsächlich die Narbe einer Schussverletzung festgestellt werden, die mit Phillips Waffe verursacht wurde. Er musste wegen dieser Verletzung nie ins Krankenhaus, da das Projektil durch den Kofferraumdeckel, die Rückbank und den Fahrersitz seines Fluchtwagens erheblich abgeschwächt worden war und nicht tief eingedrungen war. Der Öffentlichkeit wurde dies nie bekanntgegeben, um einer kosmetischen Operation vorzubeugen. Der inzwischen pensionierte Polizeibeamte James Gilbert, der im zweiten Polizeiwagen 1957 am Steuer saß, konnte ihn dazu auch nach 46 Jahren eindeutig identifizieren. Konfrontiert mit den Beweisen legte er ein volles Geständnis ab und wurde wenige Monate später wegen schweren Raubes in vier Fällen, Freiheitsberaubung in vier Fällen, Vergewaltigung, Autodiebstahls und Mordes an zwei Polizisten zu zweimal lebenslanger Freiheitsstrafe verurteilt, zu verbüßen in einem Gefängnis in Los Angeles. Aufgrund des Geständnisses und der Tatsache, dass Mason in den 46 Jahren bis zu seiner Verhaftung nie mehr straffällig geworden war, entging er der Todesstrafe.
Mason, der bis zu seiner Verhaftung auch eine Familie gegründet hatte und von Nachbarn als freundlich und hilfsbereit beschrieben wurde, gab an, sich schon längere Zeit habe freiwillig stellen zu wollen. Jedoch wäre dann seiner Familie auch die Vergewaltigung der 15-Jährigen bekanntgeworden, was er verhindern wollte, um nicht als Triebtäter dazustehen.

## Trivia
Der Fall wird in der 104. Folge Brandheiße Spuren der Fernsehdokumentation Medical Detectives und im dritten Teil der 115. Folge Der tote Mörder / Mörderische Erinnerungen / Tod im Dienst der Doku-Serie Autopsie – Mysteriöse Todesfälle behandelt.